# Kathleen Mavourneen
Kathleen Mavourneen é um filme de drama mudo americano de 1919, dirigido por Charles J. Brabin e estrelado por sua esposa Theda Bara. Foi produzido e distribuído pela Fox Film Corporation. Uma história muito filmada baseada no poema Kathleen Mavourneen, de Annie Crawford e na peça de Dion Boucicault.

## Elenco
- Theda Bara como Kathleen Mavourneen
- Edward O'Connor como pai de Kathleen
- Jennie Dickerson como a mãe de Kathleen
- Raymond McKee como Terence O'Moore
- Marc McDermott como O Escudeiro de Traise
- Marcia Harris como Lady Clancarthy
- Henry Hallam como Sir John Clancarthy
- Harry Gripp como Denis O'Rourke
- Morgan Thorpe como o padre O'Flynn

## Enredo

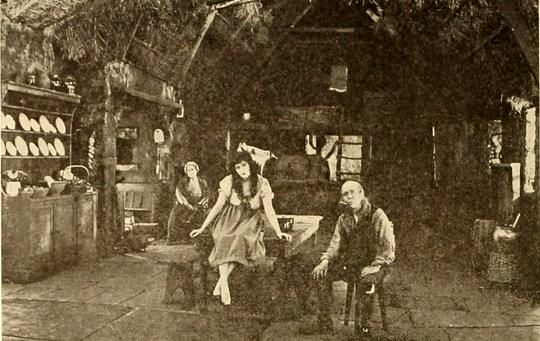
Theda Bara em Kathleen Mavourneen.

Conforme descrito em uma revista de cinema, Kathleen (Bara) e Terence (McKee), camponeses irlandeses, planejam seu casamento na expectativa de uma vida de felicidade. Seus sonhos são quebrados pelo Escudeiro de Traise (McDermott), atraído pela beleza de Kathleen, e um casamento forçado com ele é o resultado. Um tempo depois, o Squire conhece Lady Clancarthy (Harris), que possui vastas propriedades e fundos, e está convencida de que ele pode conquistá-la se estiver livre de Kathleen. Ele atrai Kathleen para um local solitário na floresta e a deixa. Depois de ser abandonada por seu marido, ela é atacada por rufiões e resgatada apenas pela chegada oportuna de Terence, que mata um de seus agressores. Terence é julgado e considerado culpado, a evidência apoiando a teoria de que ele atraiu Kathleen para a floresta com um propósito infame e matou o homem que veio em seu socorro. Ele paga a pena de morte na forca, quando Kathleen acorda e descobre que tudo não passou de um sonho e os preparativos para o casamento se seguem.

## Status de preservação
O filme atualmente é considerado perdido.